# Cuisine vietnamienne
 (juin 2015).
La cuisine vietnamienne regroupe l'ensemble des traditions culinaires et des habitudes alimentaires des Viêt.

## Histoire
L’histoire de la cuisine au Vietnam  est liée aux grands événements marquant l'histoire de ce pays.
En effet, l'occupation de la Chine du IIe au IXe siècle, la colonisation française de 1860 à 1954, puis la présence américaine, lors de la guerre du Viêt Nam de 1960 à 1975, ont énormément influencé les traditions vietnamiennes. Chacun de ces pays apportant ses habitudes et ses technologies à la production alimentaire.
L'agriculture est une activité majeure pour le Viêt Nam. En 2015, elle représente encore 20 % de son produit intérieur brut (PIB) et occupe 54 % de sa population active.
La cuisine vietnamienne est moins populaire que d'autres cuisines asiatiques, comme les cuisines chinoise, japonaise ou thaïlandaise.

### Le rôle des femmes dans la transmission culinaire
Traditionnellement chargées d’éduquer les enfants et de nourrir le pays, les femmes sont les actrices principales de la transmission culinaire. Elles transmettent à travers les siècles de nombreux dictons, qui donne à la nourriture une véritable figure allégorique. Par ailleurs, les rituels liés à la préparation et à la prise des repas reproduisent, au sein du cercle familial, la hiérarchie sociale d’ordre confucéen du Viêt Nam.
Dans la tradition vietnamienne, la cuisine offerte par la maîtresse de maison vietnamienne se doit d’être à la fois l’expression de son respect vis-à-vis des convives et la démonstration de sa propension au labeur,.

### Histoire des baguettes
Plusieurs historiens mettent en évidence les liens entre l’utilisation des baguettes et la civilisation de riziculture de l'Asie du Sud-Est. Cependant, comme dans d'autres pays asiatiques, les baguettes font usage de couverts. Lors d'un repas, les plats ne sont pas servis dans des assiettes individuelles : chaque convive, muni de baguettes, se sert dans un plat commun.
Les baguettes sont essentiellement produites en Chine du Sud et en Asie du Sud-Est, deux régions productrices de bambou. Elles sont un ustensile rudimentaire façonné à l'image du bec de l'oiseau pour pouvoir saisir efficacement les grains de riz et les poissons. Elles permettent également de ne pas se salir les mains avec les plats ayant tendance à contenir de l'eau (soupe, potage, saumure, etc.).

## Particularités
Le territoire du Viêt Nam est divisé en trois régions : Nord, Sud et Centre. Ces territoires se distinguent par leurs caractéristiques géographiques, culturelles, ethniques et climatiques. Chacune de ces cuisines a des propriétés gustatives propres qui contribue à la diversité de la gastronomie vietnamienne. Un autre trait de la cuisine vietnamienne est qu'elle privilégie le goût à l’esthétique.
On retrouve huit caractéristiques principales :
- diversité des produits ;
- saveurs accrues ;
- nourriture peu grasse ;
- grand nombre d'ingrédients par recette ;
- mets savoureux et sains ;
- utilisation de baguettes ;
- plats disposés tous ensemble dans des plateaux (comme dans un buffet chaud ou froid) au cours du repas ;
- convivialité et hospitalité (esprit de partage du repas avec l’autre).

### Ingrédients

#### Les légumes
Les légumes sont omniprésents dans les ingrédients de cette cuisine, en particulier sous forme de crudités. De fait, un grand nombre de plats ont une base constituée de légumes plutôt que de viande, avec des modes de cuisson variés, comme la friture ou la cuisson à l'eau. Celle-ci est utilisée pour diluer les potages tel que la soupe aigre. Par ailleurs, les Vietnamiens élaborent des plats végétariens bouddhistes.

#### Les viandes
Les viandes couramment cuisinées sont le porc, le bœuf, le poulet, le canard et l'oie. Tous les poissons, les crustacés (crabes ou crevette), les mollusques et les coquillages comme les moules, les palourdes, les huîtres, sont aussi utilisés. Lors d'évènements festifs, des viandes moins communes peuvent être utilisées, comme la viande de chèvre, de tortue ou plus rarement de chien et de serpent.

#### Les plats sucrés

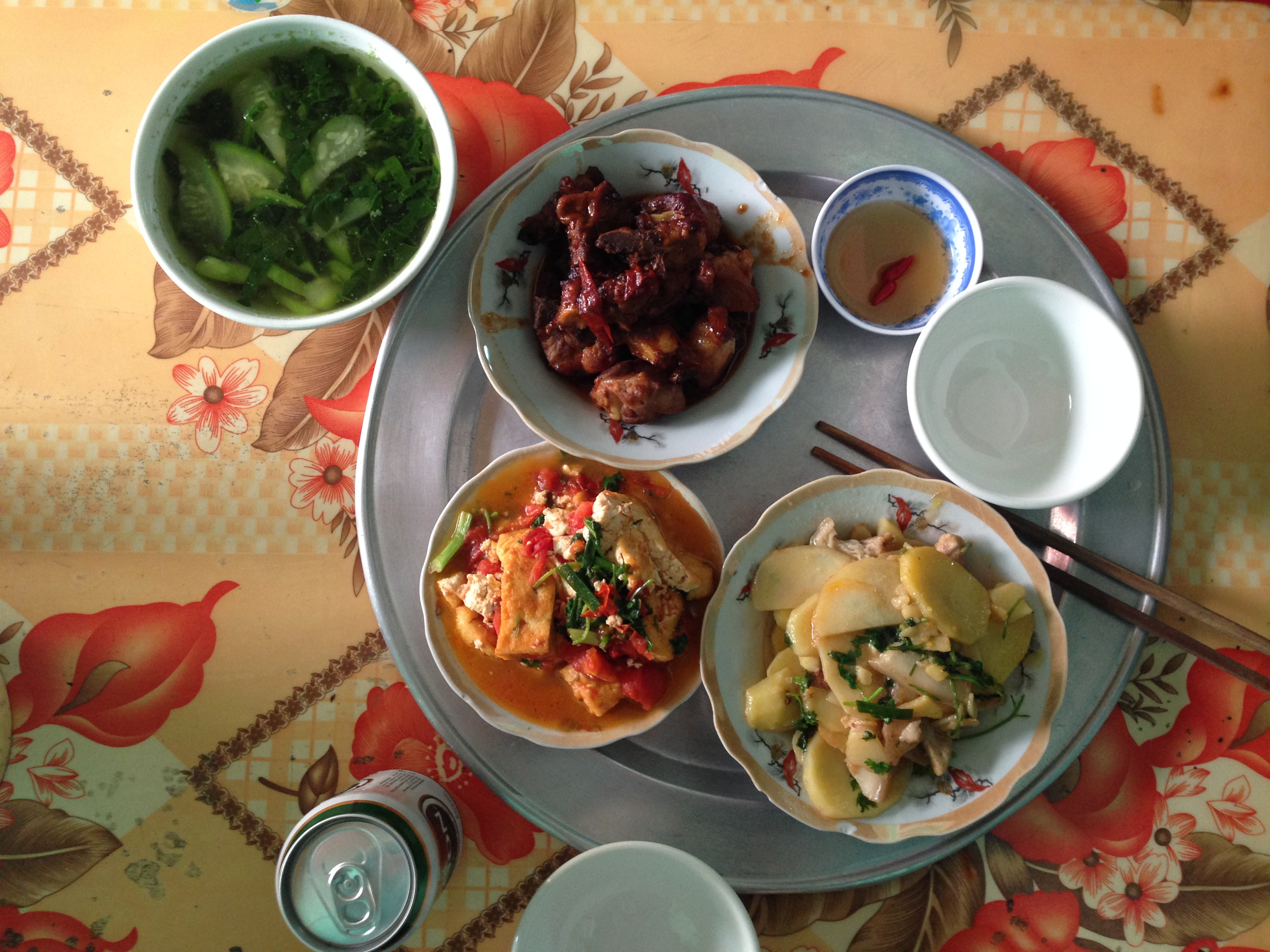
Un repas d'une famille vietnamienne moderne avec des plats arrangés ensemble dans un plateau rond.

Les plats sucrés sont consommés en dehors des repas, et non à la fin de ceux-là. Ils sont consommés le matin et l'après-midi.

#### Sauces et condiments
Les condiments d'origines variées sont très souvent utilisés, comme :
- des herbes aromatiques telles que l'Ocimum, le Perilla frutescens, l' Elsholtzia ciliata, l'aneth, l'Eryngium foetidum, le basilic, la marjolaine, l'oignon, le cumin, etc. ;
- des épices comme le poivre, la citronnelle, les échalotes, l'ail, le gingembre, le citron ou de jeunes feuilles de citronnier, la ciboule de Chine ;
- des sauces fermentées, comme la pâte de crevettes (salaison de crevettes), le vinaigre ou les bonbons amers, la noix de coco.

La sauce de poisson (nuoc-mâm) est très fréquemment utilisée pour relever le goût des plats, tout comme la sauce de soja. Le bol de sauce nuoc-mâm qui trône au centre de la table est à l'image des liens forts qui unissent les communautés au Viêt Nam.

### Principes de coordination
Dans la cuisine vietnamienne, le juste équilibre dans les mélanges des ingrédients est essentiel. Il ne doit pas y avoir trop d'épices, trop de gras, ni trop de sucre dans la préparation. Lorsque l’on déguste un plat, le principe de coordination devient plus clair : les plats se dégustent simultanément. Contrairement aux traditions occidentales, les plats sont servis et consommés tous en même temps, et non un par un.
On peut identifier les principes du yin et du yang, ainsi que les cinq éléments (wuxing) dans le développement, la préparation et la consommation de la nourriture.

#### Développement et coordination duyin et yang
Les épices typiques des peuples de l'Asie du Sud-Est sont utilisées en harmonie les unes avec les autres. Les propriétés des ingrédients d’un plat sont associées pour créer un juste équilibre entre la matière du « chaud » qui sont des aliments d’une certaine catégorie, et la matière du « froid » qui sont des aliments d’une autre catégorie, suivant le principe de coordination.

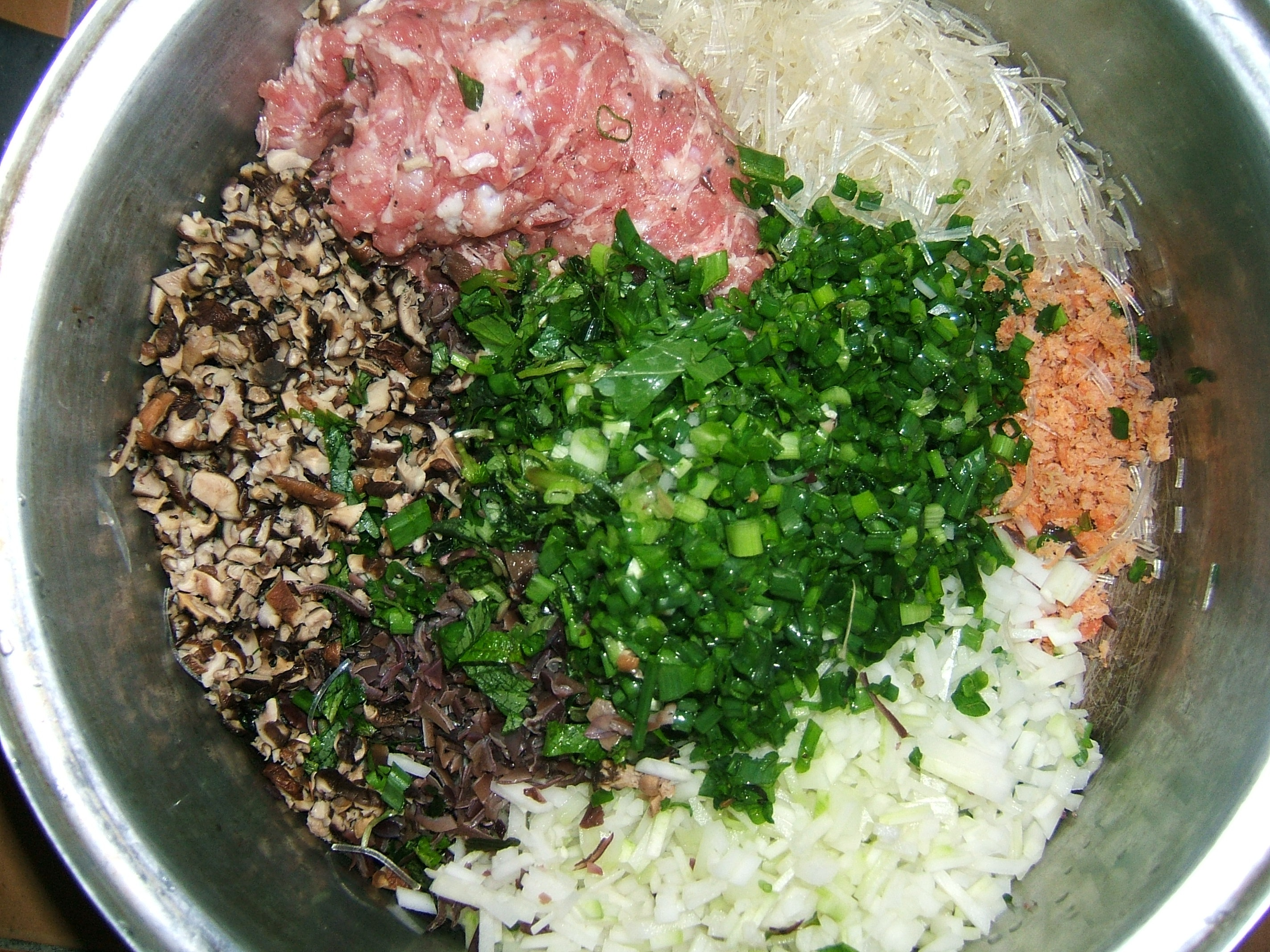
Les ingrédients de nem rán, une combinaison quasiment parfaite selon le yin et yang et les cinq éléments.

Par exemple, les propriétés « froid » de la viande de canard sont adaptées à l'été. Pour qu'elle devienne « chaud », on l'associe en hiver à une sauce au gingembre. De leur côté, les viandes de poulet et de porc ont des propriétés « chaud » de bonne alimentation d'hiver.

#### Les cinq éléments
| Éléments            | Wuxing      | Wuxing           | Wuxing    | Wuxing    | Wuxing   |
| Éléments            | Bois        | Feu              | Terre     | Métal     | Eau      |
| ------------------- | ----------- | ---------------- | --------- | --------- | -------- |
| Saveur              | Aigre/acide | Amer             | Sucré     | Piquant   | Salé     |
| Viscères « pleins » | Foie        | Cœur             | Rate      | Poumon    | Rein     |
| Couleur             | Vert        | Rouge            | Jaune     | Blanc     | Noir     |
| Sens                | Vue         | Parole           | Goût      | Olfaction | Audition |
| Substance           | Glucides    | Matières grasses | Protéines | Minéral   | Eau      |

### Diversité de la cuisine régionale
Malgré la définition générale ci-dessus, la cuisine vietnamienne a des caractéristiques différentes dans chaque région. Même à l'intérieur de chaque région, les cuisines locales présentent des caractéristiques variées.

#### Bases de la cuisine vietnamienne

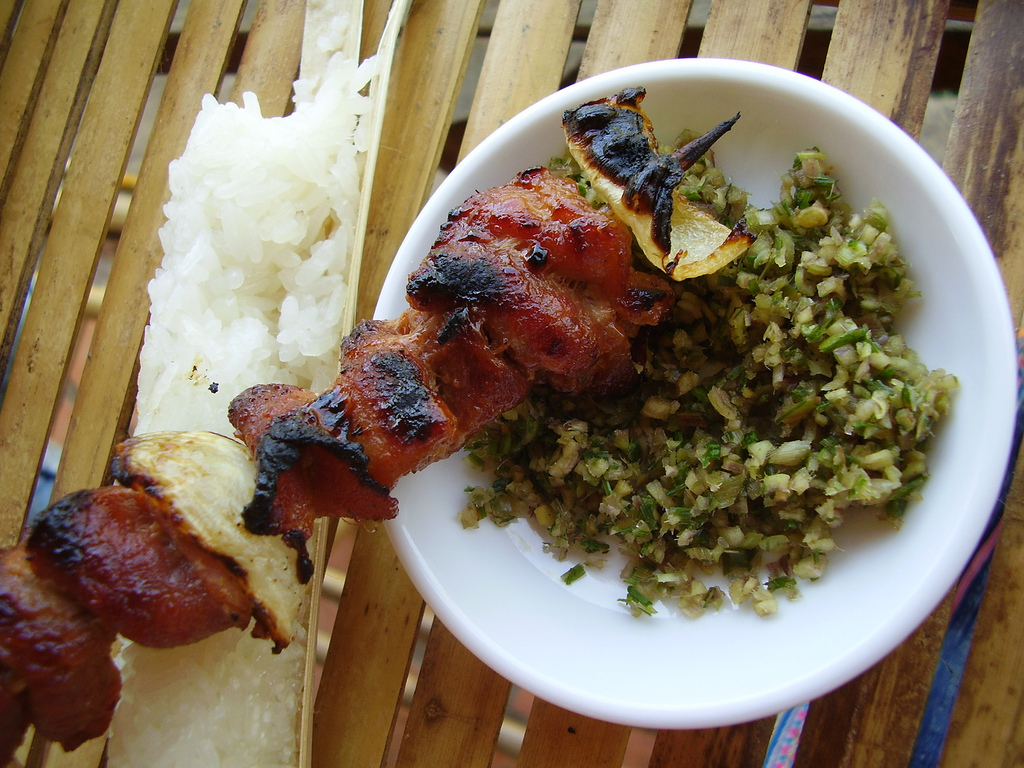
Cơm lam, du riz cuit à la vapeur dans une tige de bambou, plat d'un groupe ethnique minoritaire dans les hauts plateaux du centre du Viêt Nam.

C'est une cuisine dont le condiment principal est le nuoc-mâm, une sauce d'anchois ou de différents poissons fermentés dans du sel s'apparentant au garum des anciens Latins. La sauce de soja est un condiment principalement utilisé dans les plats d'origines chinoise, coréenne ou japonaise.
Le riz est bien sûr une composante essentielle de la cuisine vietnamienne. Il est plutôt collant, contrairement aux riz utilisés en Occident. Écrasé, il est transformé en galettes, utilisées dans les chả giò. Réduit en poudre, il est utilisé comme farine pour faire des crêpes, des gâteaux ou des pâtes.
On distingue deux sortes de pâtes : celles à base de riz (appelées selon la taille bún, hủ tiếu, phở…), et celles à base de blé (mì). L'utilisation de l'une ou de l'autre varie en fonction du plat.
Une grande variété de feuilles aromatiques et de légumes est présente dans toutes les recettes.
La cuisine vietnamienne reflète la diversité culturelle et ethnique du pays. À ce titre, on devrait davantage parler de « cuisines vietnamiennes ». On peut cependant distinguer plusieurs groupes.

##### Cuisine du Nord

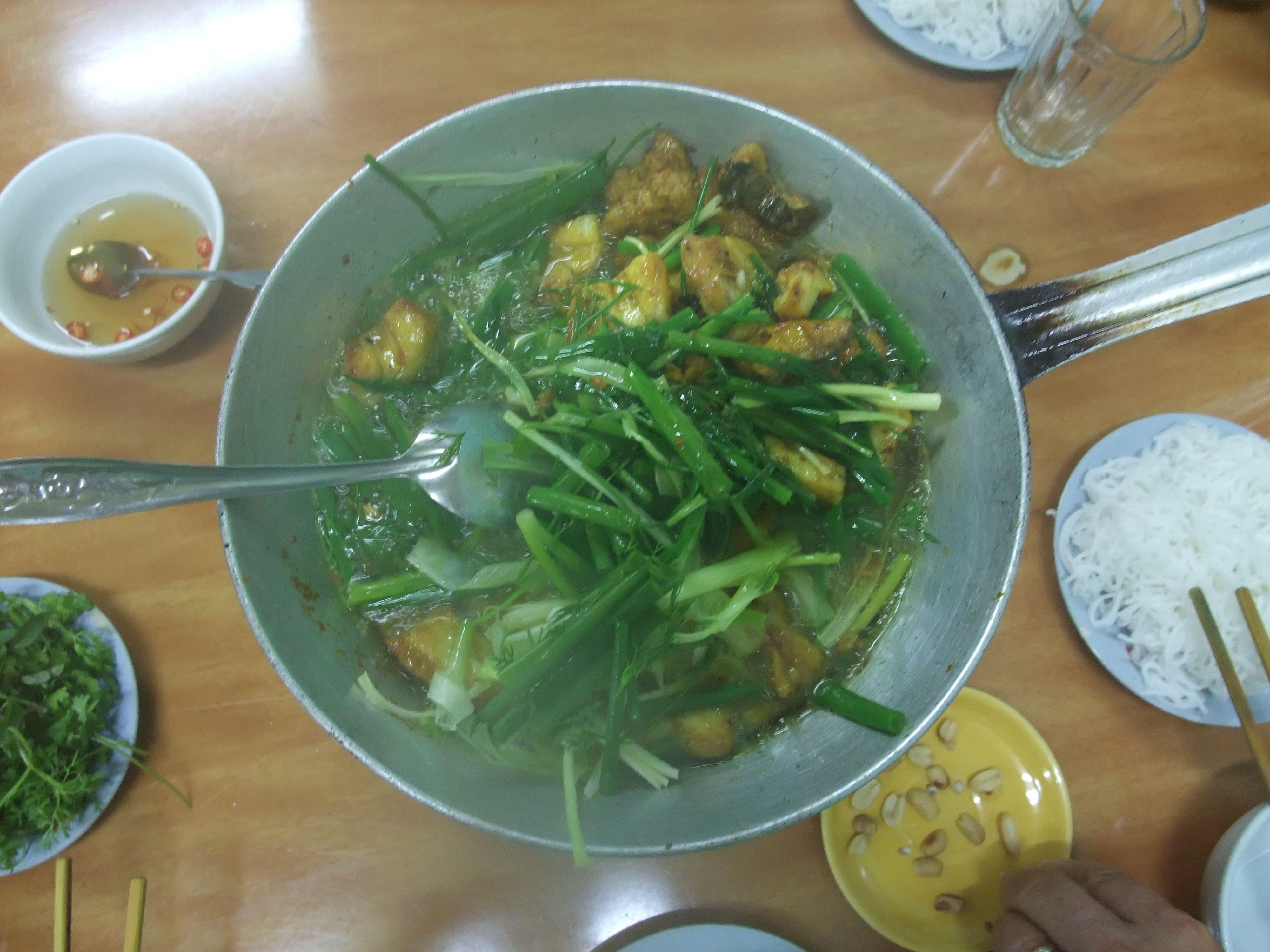
Chả cá Lã Vọng à Hanoï.

La cuisine du Nord n'est pas souvent épicée, grasse ou sucrée comme celles d'autres régions, elle utilise principalement de la pâte de crevettes diluée en sauce.
Dans le Nord, on utilise de nombreux légumes et fruits de mer facilement disponibles : crevettes d'eau douce, crabe, poisson, palourdes, moules, etc. En général, en raison de difficultés à pratiquer l'agriculture, la majorité des mets « du Nord » au Vietnam sont composés essentiellement de poissons.
Beaucoup de personnes apprécient Hanoï pour son art culinaire, étant donné qu'il représente la quintessence de la cuisine la plus typique du nord du Viêt Nam avec le phở, le bún thang, le bún chả, et des gâteaux, tels que le cốm. Plus ancienne, elle fait très largement appel aux soupes, aux plats mijotés et aux grillades. Très raffinée, elle compte notamment les éléments suivants :
- bánh chưng[8] : gâteau de riz gluant à la pâte de haricots mungo et au lard cuit à la vapeur ;
- bún chả : grillade de poitrine de porc et boulettes de porc avec des nouilles blanches (bun) de riz, des herbes aromatiques et des légumes marinés ;
- bún thang : vermicelles de riz avec de l'omelette et du poulet en julienne ;
- cá kho : poisson grillé et cuit au kho avec des morceaux de lards et du piment. Il y a des variantes de ce plat, avec du porc ou de la poitrine de porc, avec du poulet, du bœuf. Il y a également une version sans caramel, mais avec du nuoc-mâm et du gingembre, par exemple ;
- chả cá : poisson frit au curcuma sur lit d'aneth et de ciboulette que l'on déguste avec des galettes de riz grillées, des nouilles de riz (bún), de la pâte de crevettes fermentée et des cacahuètes ;
- giò lụa ou chả lụa : pâté de porc vietnamien cuit à la vapeur dans une feuille de bananier. Il y a également une version de pâté frit, du pâté à la cannelle ou encore du pâté de porc à la couenne de porc, du pâté de bœuf à l'aneth ;
- mì xào : nouilles de blé frites avec garniture variée ;
- nem rán (nem) : rouleau de galette de riz frit, farci à la viande de porc haché et crevettes et crabe ;
- phở : soupe nationale vietnamienne, prise au petit-déjeuner dans tout le pays, ainsi qu'aux différents repas.

##### Cuisine du Centre

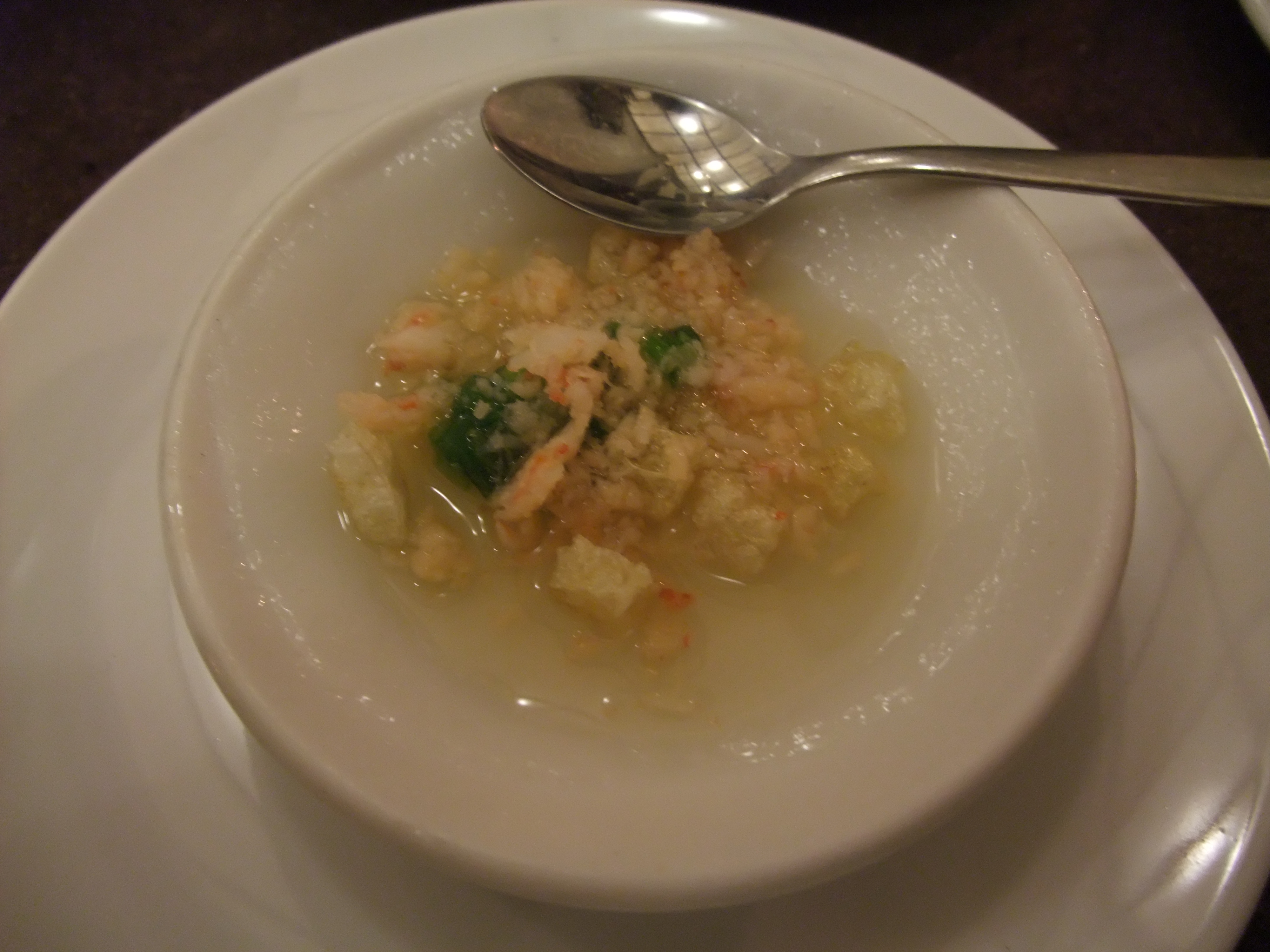
Bánh bèo.

La cuisine du Centre est inspirée à la fois par le peuple cham et la Cour impériale ; c'est une cuisine presque à part qui se distingue par une utilisation importante de piments, la rendant parfois difficile à manger, même pour les autres Vietnamiens.
Le centre du Viêt Nam est la région qui offre le plus fort contraste en termes de richesse de la population. Ainsi, à côté de la Cour impériale et de ses raffinements, vivait une population essentiellement de pêcheurs sur un sol pauvre et peu cultivable, ce qui a contribué au développement d'une cuisine très contrastée.
- Bún bò Huế : soupe de nouilles au bœuf, spécialité de la ville de Huế.

##### Cuisine du Sud

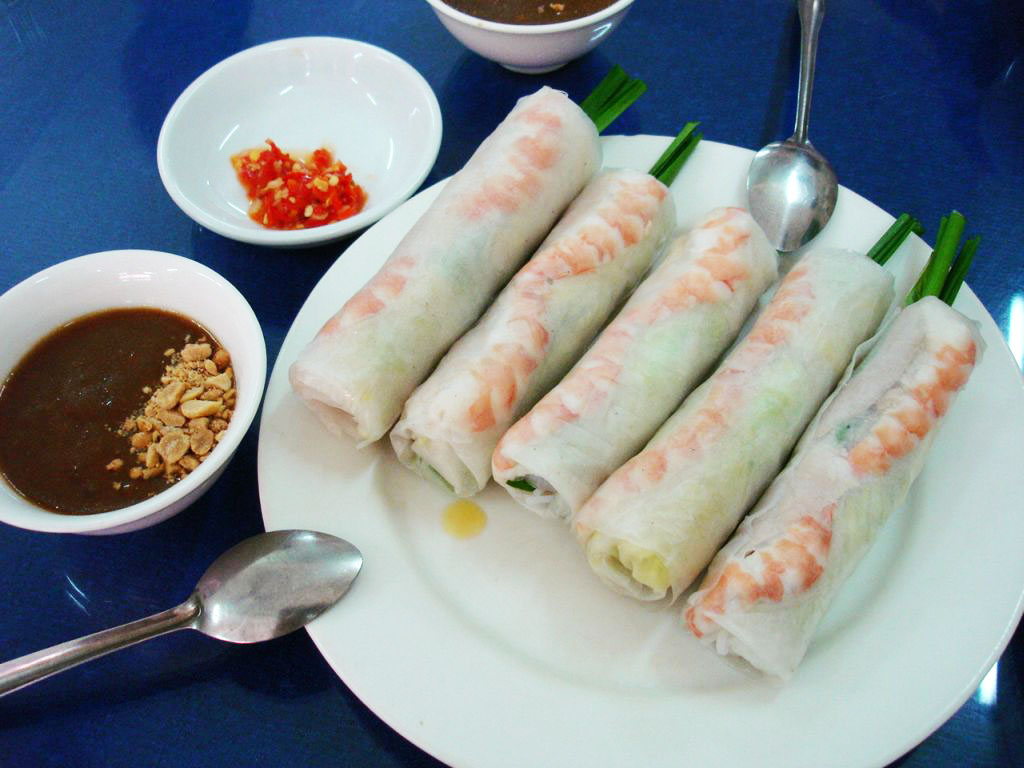
Rouleaux de printemps.

La cuisine du Sud, fortement influencée par la cuisine chinoise, indienne se caractérise habituellement par l’utilisation du sucre, du lait de coco et de l'eau de noix de coco.
Cette cuisine comporte également de nombreux plats réalisés à partir de différents poissons séchés (comme la sauce de poisson colorée, le poisson salé, le poisson trois façons, etc.).
La cuisine du Sud utilise aussi plus de fruits de mer (issus des pleines eaux) par rapport au Nord qui utilise des produits récoltés en eau saumâtre (poissons, crevettes, crabes, escargots de mer). Inspirée du Nord, mais avec des ingrédients du Sud, elle est plus sucrée. Elle est la plus connue grâce à l'émigration vietnamienne majoritairement issue de cette région.
- Bánh cuốn[9] : raviolis au porc haché et champignons noirs.
- Bánh xèo.
- Bun bo cari : vermicelles de riz au bœuf au curry.
- Hủ tiếu (en) : dite soupe saïgonnaise, spécialité de la ville de Mỹ Tho.
- Nước chấm : la sauce vietnamienne à base de nuoc-mâm, dilué dans du vinaigre et du sucre.
- Sinh to : milk-shake.
- Ta pin lu : fondue vietnamienne.

## Repas traditionnel de la famille vietnamienne

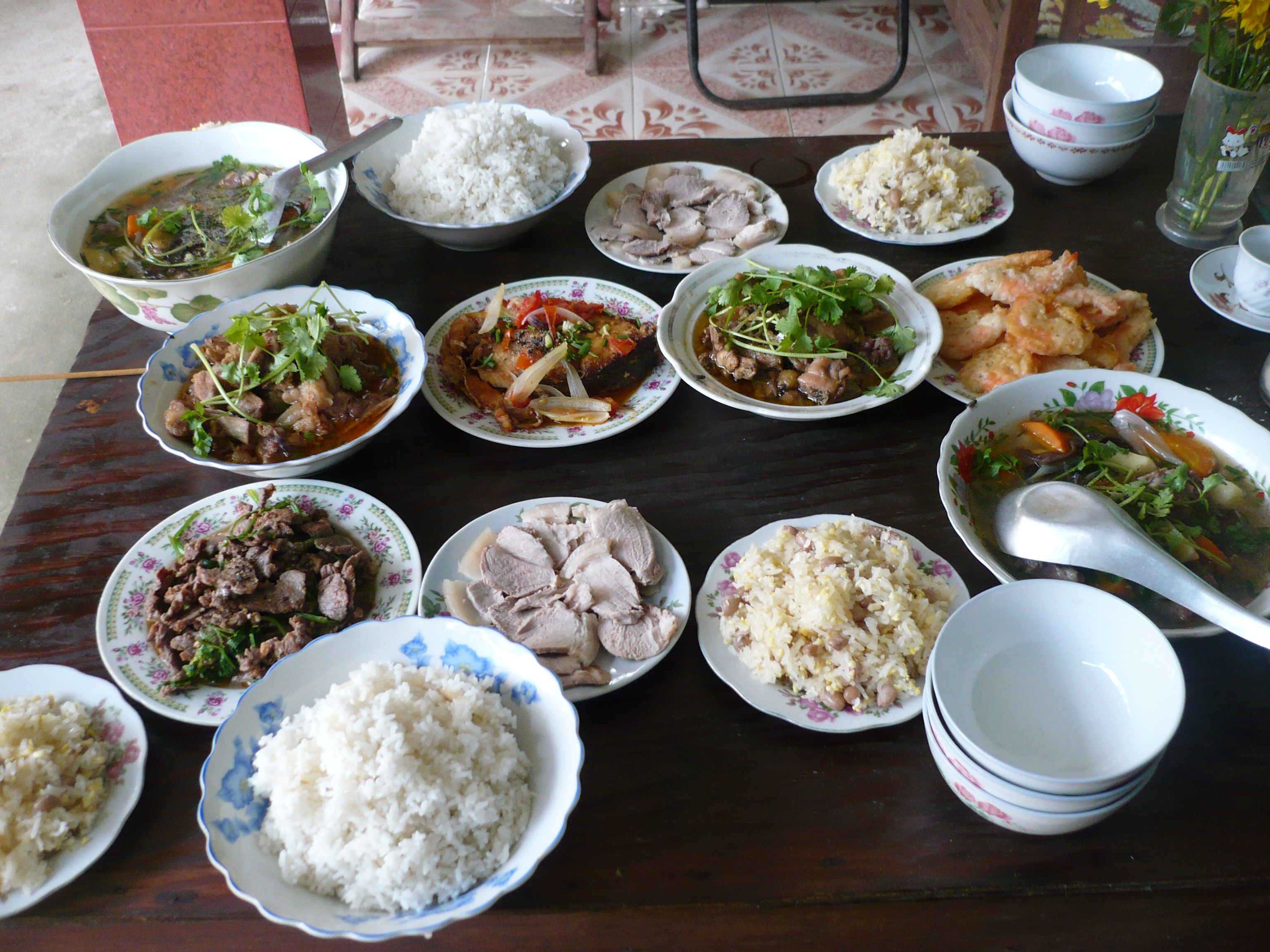
Un repas d'une famille vietnamienne moderne avec du bœuf, des crevettes tempura, des poissons frits à la sauce tomate et à la soupe aux légumes.

L'organisation à l'occidentale n'existe pas : pas d'entrée, de plat de résistance, ni de dessert. Il existe une multitude de plats offerts simultanément sur la même table pour les plus riches, ou un plat unique (salé, sucré, ou les deux) dans les milliers de petits restaurants de rues où les convives se déplacent d'un restaurant à l'autre selon leurs envies.
Dans les repas de famille, la plupart des plats sont préparés à l'avance et posés au centre de la table.
Un repas quotidien d’une famille vietnamienne moderne comprend, par exemple, du riz, du bœuf, des œufs frits, des légumes… Les Vietnamiens mangent souvent le matin des collations alimentaires (telles que du pain, du riz gluant, de la soupe de riz (cháo), des nouilles, des vermicelles). Un repas d’une famille typique vietnamienne a lieu l'après-midi et/ou le soir, généralement lorsque la famille est au complet. Le repas principal des Vietnamiens comprend habituellement un plat principal (du riz), un plat épicé (sauce) et d’autres plats qui harmonisent la qualité des aliments de base,.
Un autocuiseur est suffisant pour toute la famille (mais chacun a un bol et des baguettes). Un petit bol de sauce (sauce de poisson ou sauce de soja) est partagé par la famille. Un aliment savoureux avec des protéines et des graisses animales est bouilli, mijoté ou frit (viande, poisson). Les légumes sont bouillis, sautés ou fermentés. Une soupe claire (canh en vietnamien) peut être servie, il s'agit en général d'un bol de bouillon de légumes.

## Certains plats connus

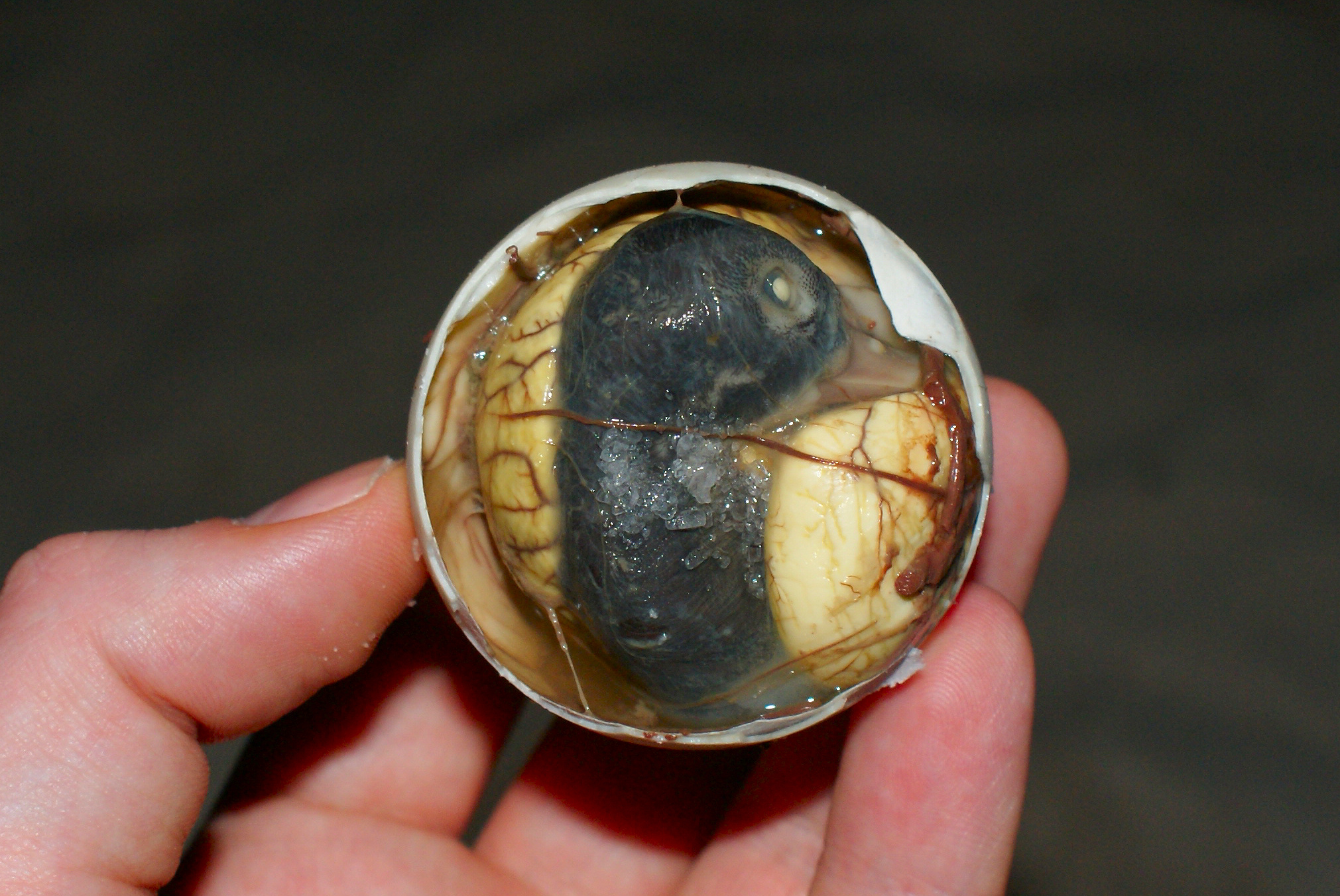
Balut (Trứng vịt lộn).

- Trứng vịt lộn : œuf de cane, de poule ou de caille cuit à la vapeur. L'œuf est incubé et l'embryon est déjà formé.
- Bánh xèo[13] : crêpes vietnamiennes que l'on mange principalement avec de la salade.
- Bánh bột lọc : gâteau de farine de manioc garni de crevettes et (ou) de poitrine de porc, servi avec de la sauce nuoc-mâm.
- Bo bun[14] : salade vietnamienne composée de salade, de vermicelles de riz, de morceaux de nems, de bœuf grillé, d'herbes aromatiques telles que la coriandre, la menthe, le tout parsemé de cacahuètes.
- Chả lụa, ou giò lụa : une saucisse de porc mariné dans le nuoc-mâm.
- Chè[15] : dessert typique vietnamien. Il en existe plusieurs sortes. En général, il s'agit d'un élément consistant (agar-agar, haricots, grains de maïs) baignant dans du lait de coco sucré. Il y a notamment le bánh lọt et le dessert à trois couleurs (chè ba màu).
- Nems ou chả giò[16] (nom donné au sud) : galettes de riz frites fourrées avec une duxelles (c'est-à-dire une farce à base d'ingrédients hachés ou coupés menu), appelées également nem ran au nord ou « rouleau impérial » en France, à ne pas confondre avec les nem chua, boulettes de viande crue fermentée.
- Thịt kho : porc au caramel. On peut remplacer le porc par du poisson, le plat devenant un cá kho, ou des crevettes, pour un tom kho.
- Bò lúc lắc.
- Bún chả[17]: dont l’odeur attirante est reconnue dans toutes les rues de Hanoï au moment du déjeuner. Il est composé de vermicelle de riz frais accompagné de porc grillé.

## Ingrédients

### Légumes
- Amarante
- Asperge
- Aubergine
- Carotte
- Chou-fleur
- Citrouille
- Concombre
- Courge cireuse
- Gombo
- Lagenaria siceraria
- Liseron d'eau
- Luffa
- Maïs
- Momordica charantia
- Patate douce
- Pomme de terre
- Tomate

### Fruits
- Abricot
- Agrumes :

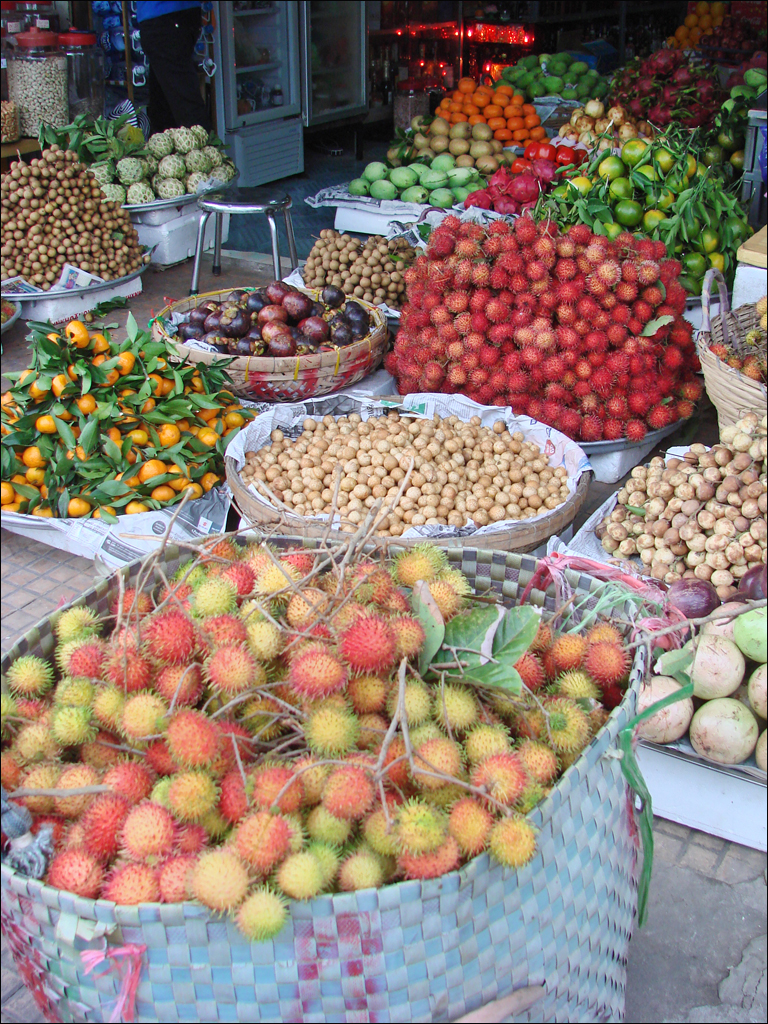
Marché aux fruits de Cần Thơ.

  - mandarine, pamplemousse, orange, citron vert
- ananas
- Annone
- banane
- brugnon
- carambole
- corossol
- durian
- fruit du dragon
- goyave
- grenade
- jacquier
- jujube
- kaki
- litchi
- longane
- lucuma
- mangoustan
- mangue
- papaye
- pastèque
- pêche
- poire
- pomme de lait
- prune de Cythère
- ramboutan
- sapotille

### Viande

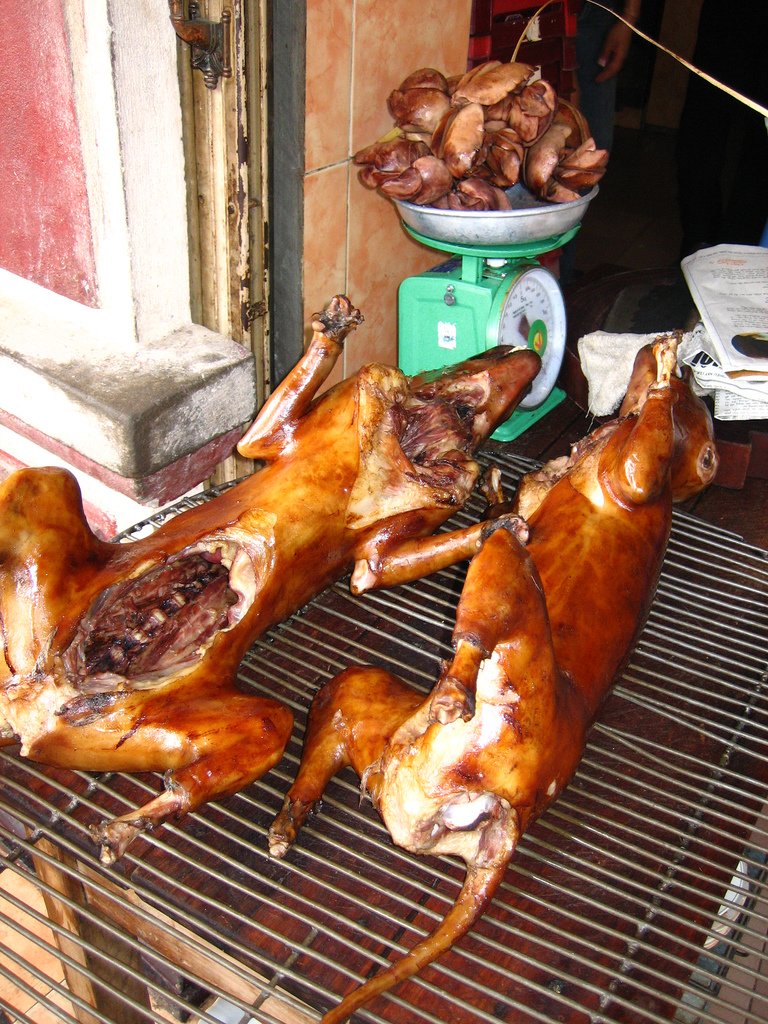
La cynophagie, une pratique alimentaire du Viêt Nam du Nord.

- Bœuf
- Canard
- Chien
- Mouton
- Porc
- Poulet
- Viande d'agneau
- Viande de brousse
- Viande de cheval
- Viande de chèvre

### Fruits de mer
- Arcidae
- Carpe commune
- Channidae
- Ctenopharyngodon idella
- Corbiculidae
- Calmar
- Crevettes
- Escargot
- Huître
- Maquereau
- Octopoda
- Palourde
- Pangasiidae
- Tilapia
- Thon
- Varech

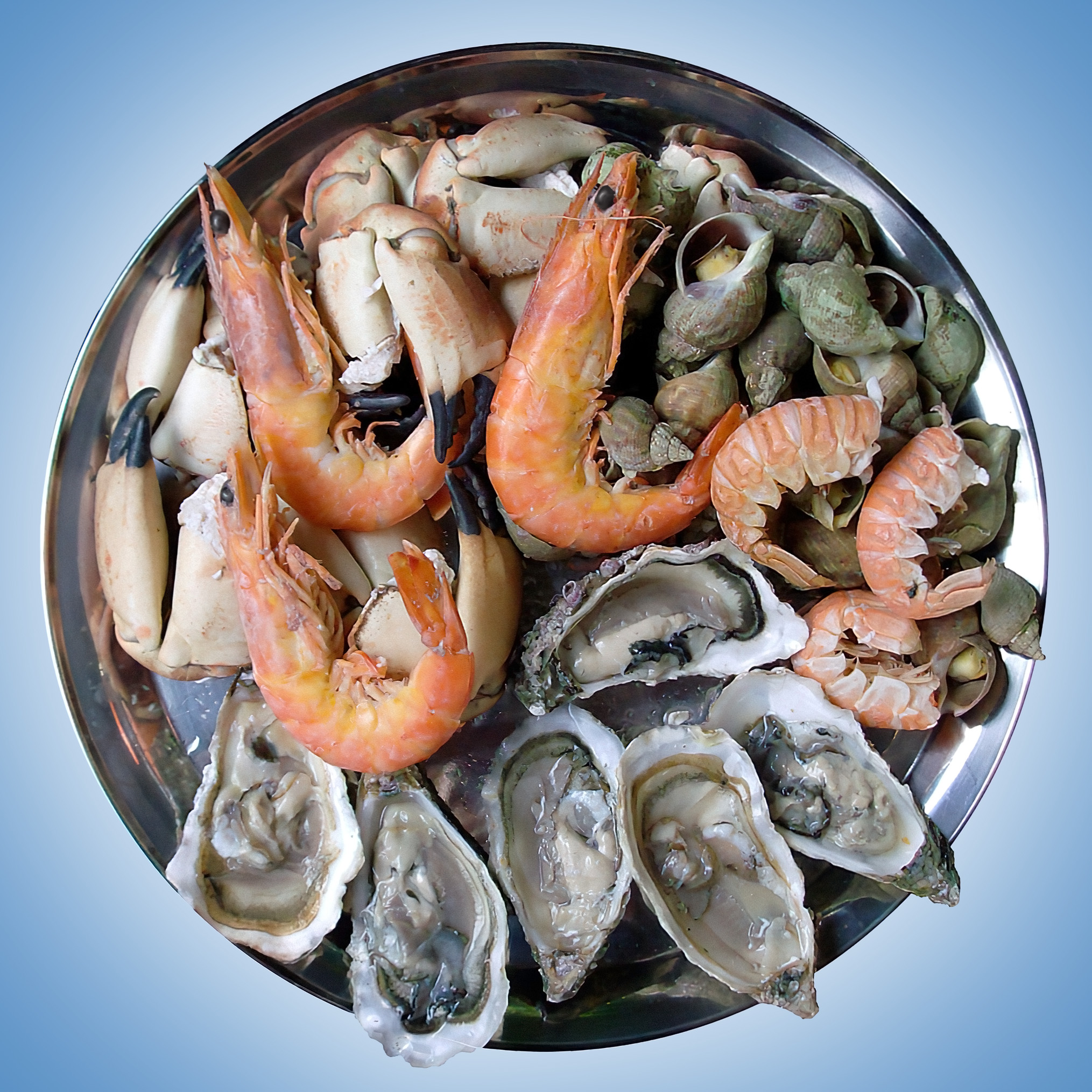
Certains types de fruits de mer.

### Herbes aromatiques

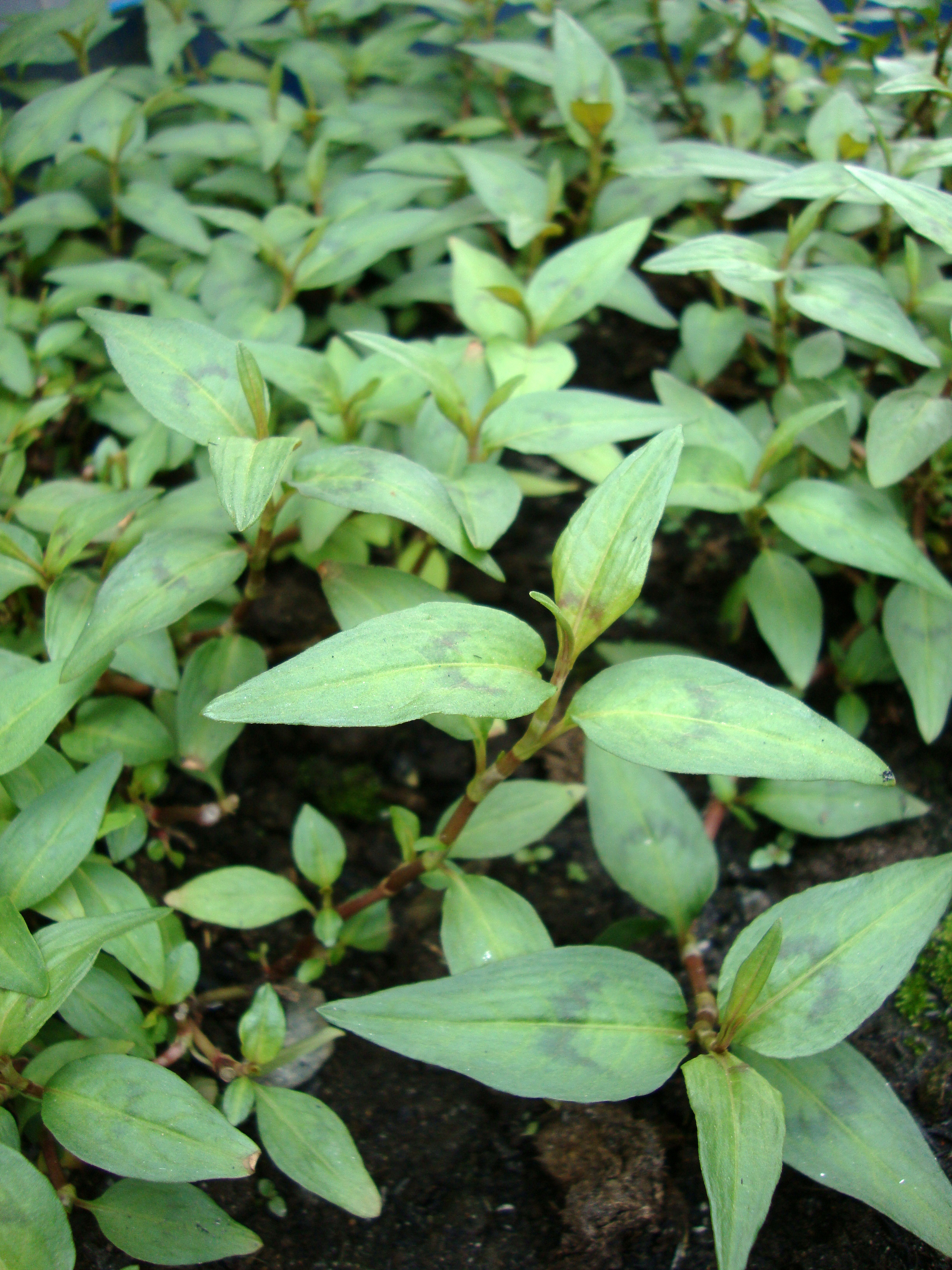
La coriandre vietnamienne est une herbe caractéristique dans la cuisine du Viêt Nam.

- Aneth
- Basilic (plante)
- Centella asiatica
- Ciboule
- Ciboule de Chine
- Coriandre
- Ficus racemosa
- Laitue cultivée
- Perilla frutescens
- Renouée des oiseaux

### Condiments

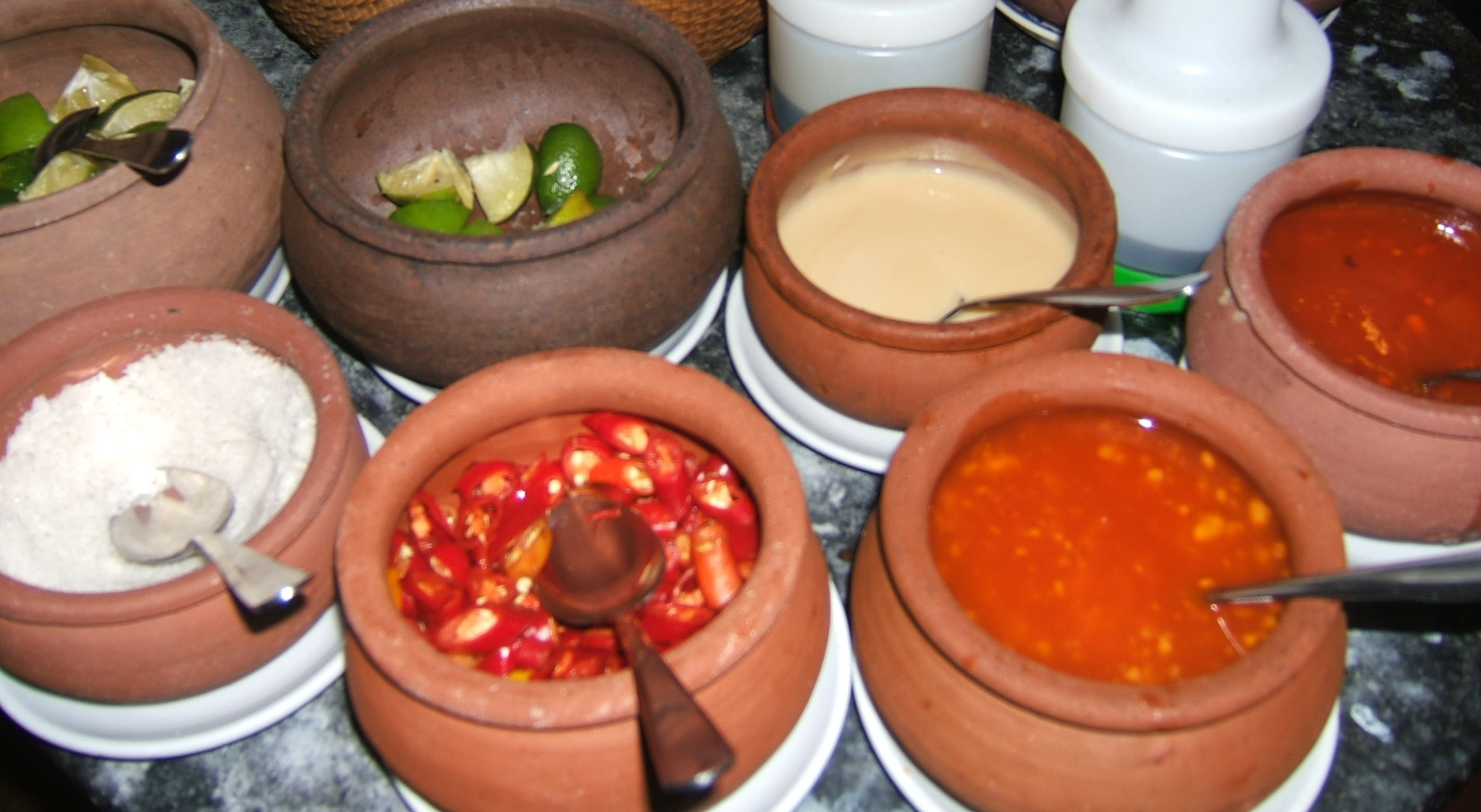
Quelques types d'épices.

- Caramel
- Cinq épices
- Curcuma
- Cymbopogon
- Gingembre
- Glutamate monosodique
- Nuoc-mâm
- Petit galanga
- Piment
- Poivre noir
- Sauce de soja
- sel
- Sucre
- Vinaigre

## Boissons

### Alcool,vin

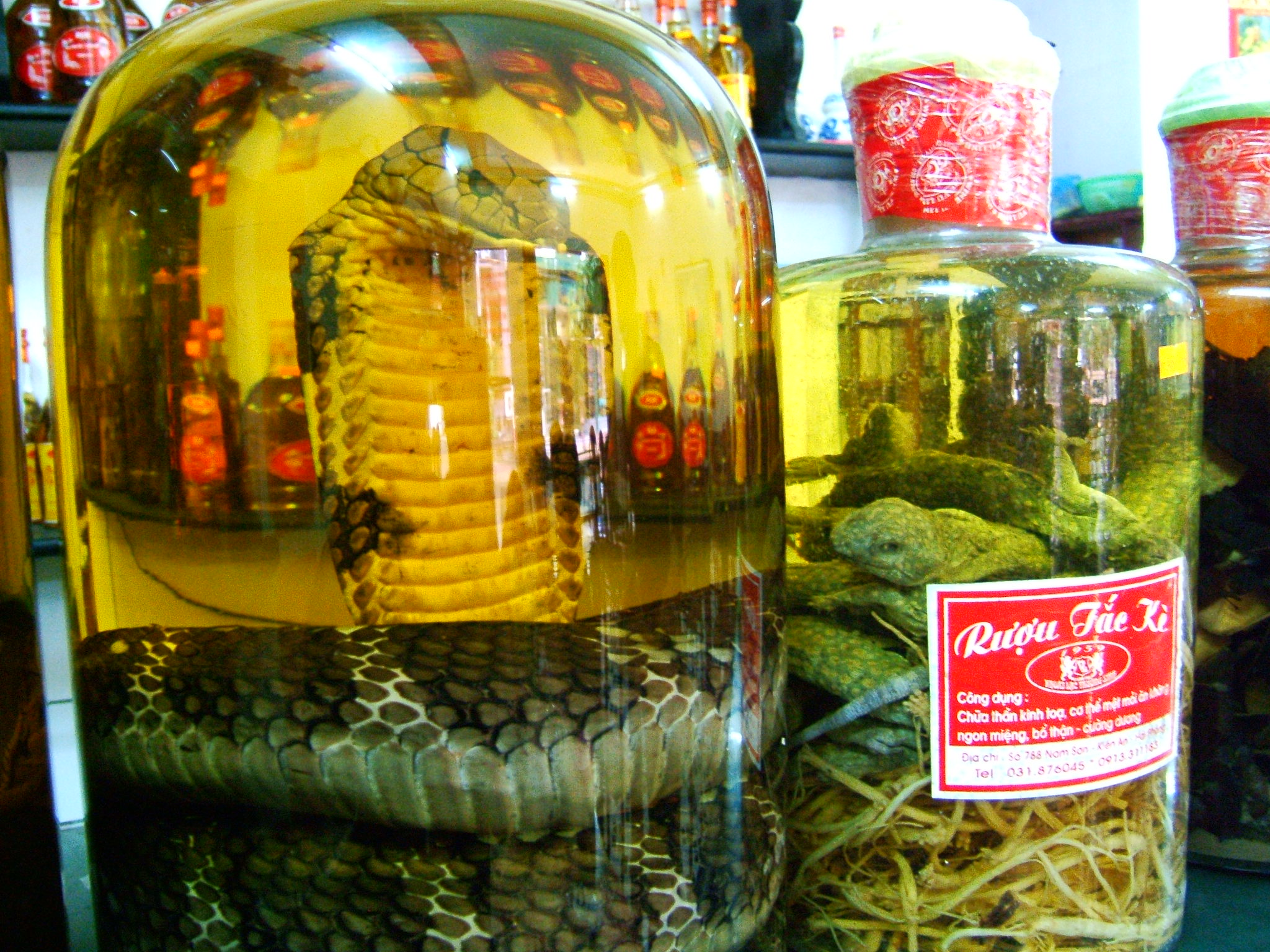
Alcools médicinaux à base d'herbes et d'animaux.

- Alcool de riz
- Alcool de serpent
- Vin de palme
- Vin de Đà Lạt
- Rượu : 
  - Rượu thuốc (en)
  - Rượu táo mèo
  - Rượu nếp (en)
  - Rượu đế
  - Rượu cần (en)
  - Rơm rượu

### Chè

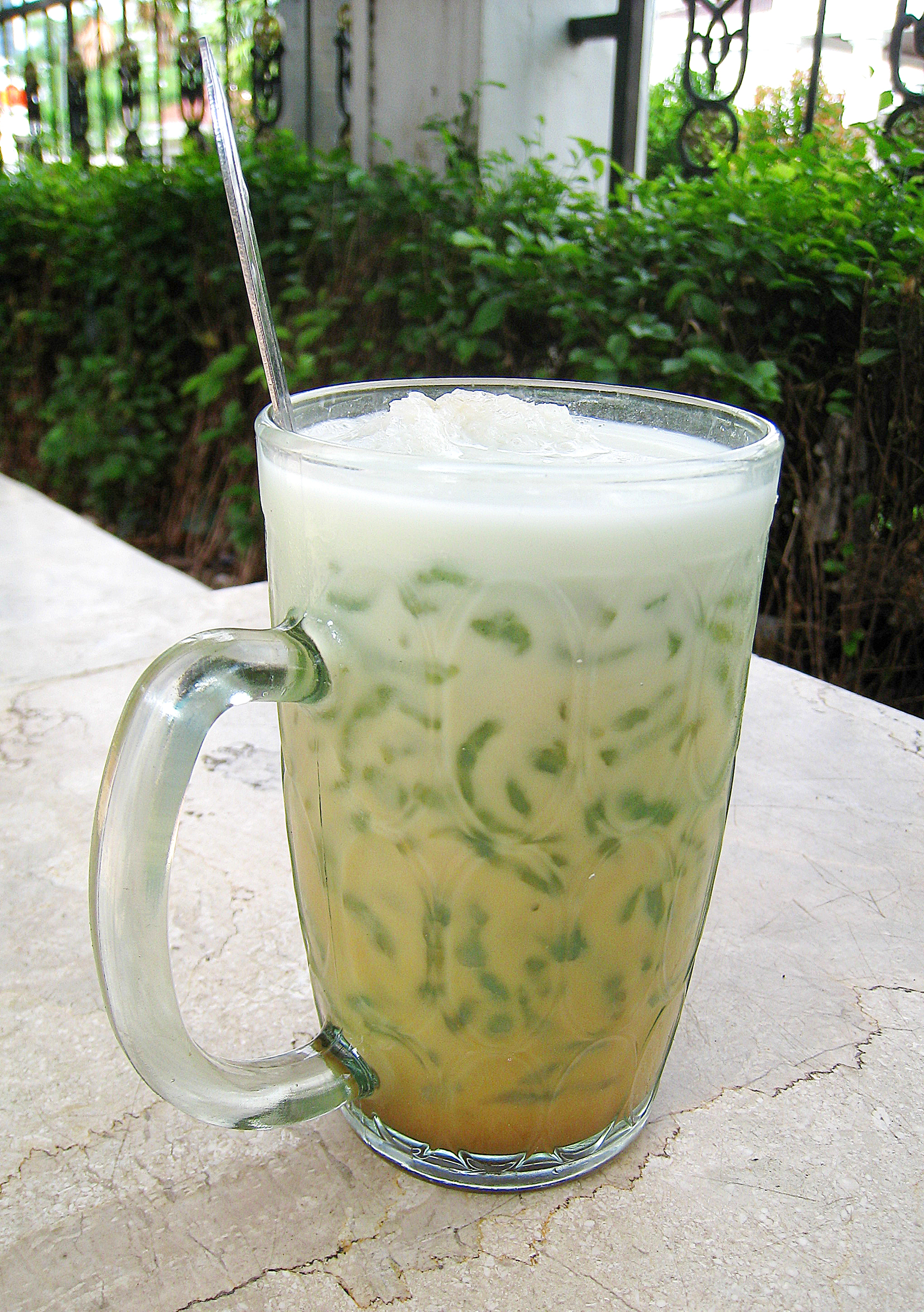
Un verre de cendol.

- Cendol
- Chè bưởi
- Chè đậu đen
- Chè khúc bạch
- Chè sâm bổ lượng
- Chè xôi nước (en)
- Cơm rượu
- Jelly
- Tàu hủ hoa
- Zenzai

### Bière
La bière est très populaire au Viêt Nam. On trouve des marques locales comme la 33 Export, Bia Saigon, Larue ou de l'Heineken ou San Miguel, brassée localement. Il y a aussi des microbrasseries brassant des Bia hơi.

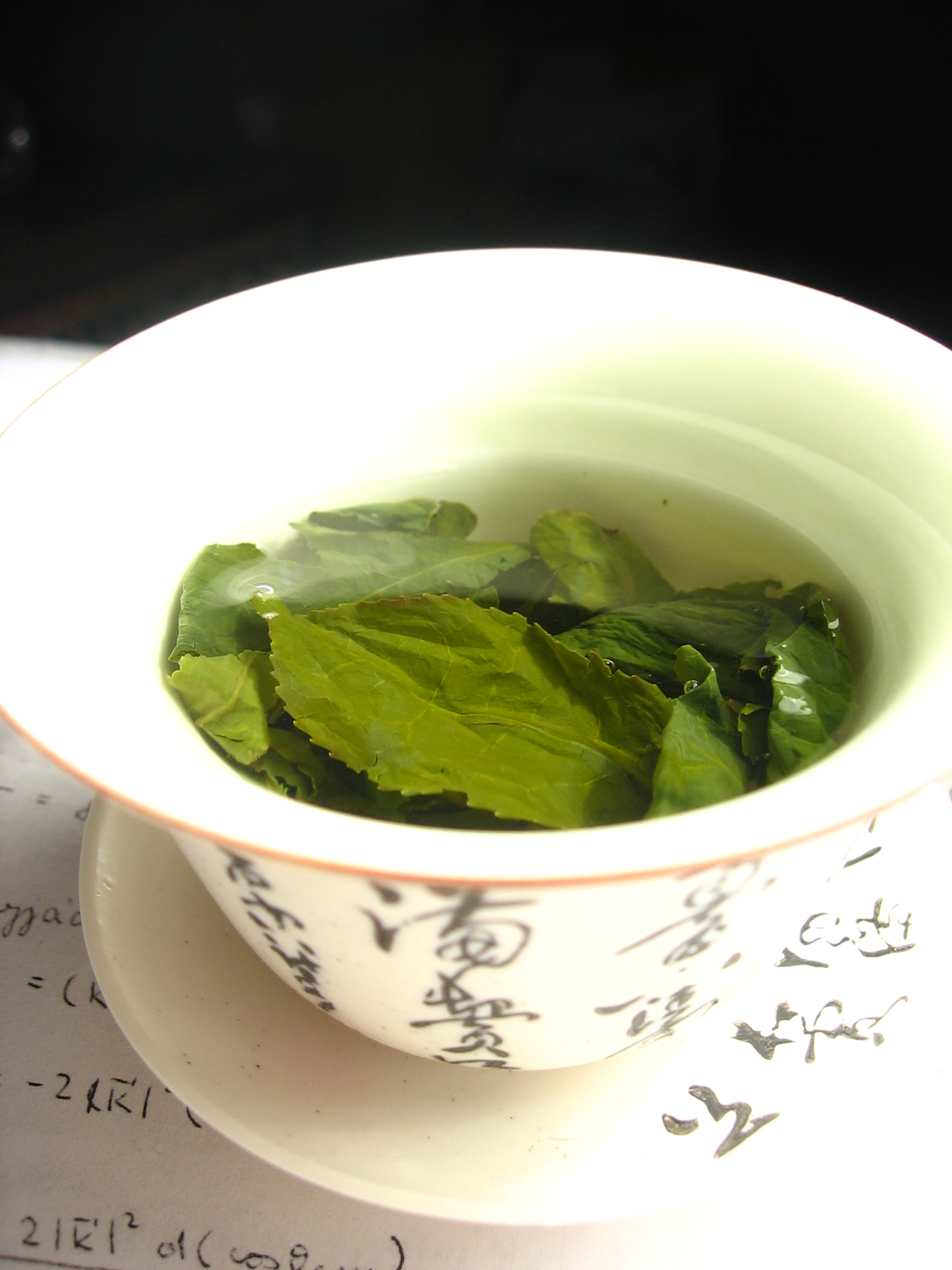
Une tasse de thé vert.

### Café
Le Viêt Nam est le plus important producteur de café Robusta de la planète. Le café est préparé à l'avance et sous forme concentrée. Il est mélangé avec des glaçons et souvent avec du lait concentré. On peut citer comme célèbres marques locales Trung Nguyên ou Vinacafe. On consomme aussi le café Kopi luwak. Le café filtre est populaire au Viêt Nam.

### Thé
- Thé noir
- Thé Oolong
- Thé vert
- Thé glacé
- Thé au lotus

## Recettes
Les produits agricoles à partir de méthodes de riz glutineux et de cuisson peuvent être utilisés directement (comme le riz, le riz gluant), hachés (tels que des plaques), ou transformés en poudre et ensuite transformés (tels que les gâteaux, enrobés ou cuits dans moisissures).
Les produits agricoles de blé, d'orge généralement fabriqués à partir de poudre (comme le pain, les petits pains, produits grillés).
Ces produits sont généralement laissés et les tubercules peuvent être traités directement (comme les pommes de terre cuites au four ou un plat de maïs bouilli) ou transformés en farine (pour faire le gâteau).
Les légumineuses (haricots) soient juste cuites (comme le thé) ou mode direct (comme les haricots, etc.) peuvent être peler doucement (comme les haricots verts), hachée (comme pertinents et torréfaction), et parfois Il est également utilisé comme un amidon (comme les haricots verts, et le soja), mais l'usage a moins.
Les viandes et d'os d'animaux sont habituellement traités sous deux formes principales : (poisson séché frais et sec, cerfs secs).[pas clair]